# Villeneuve-Lécussan
Villeneuve-Lécussan là một xã thuộc tỉnh Haute-Garonne trong vùng Occitanie tây nam nước Pháp. Xã này nằm ở khu vực có độ cao trung bình 585 mét trên mực nước biển.